# Сааринен, Аарне
А́арне Са́аринен (фин. Aarne Saarinen; 5 декабря 1913, Дегерпюю — 13 апреля 2004, Хельсинки, Финляндия) — финский государственный, политический и профсоюзный деятель.
Родился в семье каменщика. Во время Зимней войны и Войны-продолжения воевал в финской армии против СССР.
В 1944 вступил в Коммунистическую партию Финляндии.
1952—1954 — генеральный секретарь Международного объединения рабочих строительной и деревообрабатывающей промышленности.
1954—1966 — председатель профсоюза строителей Финляндии.
1966—1982 — председатель Коммунистической партии Финляндии.
В 1962—1969 и 1972—1982 — депутат парламента Финляндии.
В 1990-х выступал за вступление Финляндии в Евросоюз.